# ソンムの戦い
ソンムの戦い（ソンムのたたかい、仏: Bataille de la Somme、英: Battle of the Somme、独: Schlacht an der Somme）は、第一次世界大戦における最大の会戦である。1916年7月1日から同11月19日までフランス北部・ピカルディ地域圏を流れるソンム河畔の戦線において展開された。連合国側のイギリス軍・フランス軍が同盟国側のドイツ軍に対する大攻勢として開始し、最終的に両軍合わせて100万人以上の損害を出したが、連合国軍はわずかな土地を獲得したにとどまり、ドイツ側は後退を最少におさえた。
大戦初期のマルヌ会戦などに比して武器の消費量や性能も飛躍的に向上し、軽機関銃も初登場した。また当時新兵器であった戦車が初めて投入された戦いでもある。
ソンムの戦いでフランス軍が消費した砲弾が2,000万発、イギリス軍が消費した砲弾が1,400万発とされるが、日露戦争で日本が消費したとされる105万発と比較しても桁違いに多くなっている。

## 背景

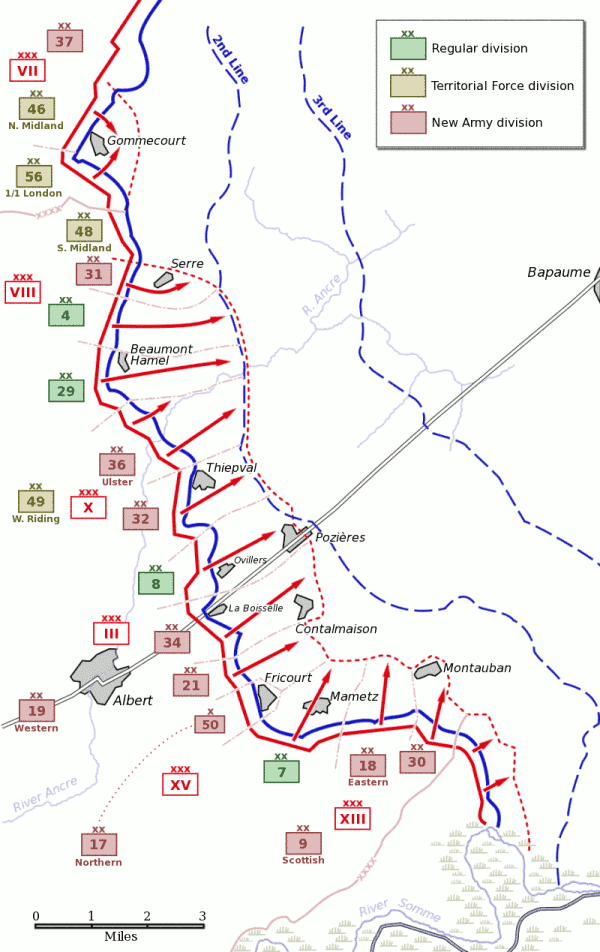
イギリス軍の作戦計画（1916年7月1日時点）。初日に連合国の塹壕（赤）全面から攻撃を加え、ドイツ軍の塹壕（青）を突破し、ドイツ軍の第二防衛線となっている塹壕（青い点線）まで進むというものだったが突破に失敗し、7万人以上（攻撃に参加した歩兵の91％）を失った

1914年7月に開始された第一次世界大戦において、西部戦線はマルヌ会戦以降は膠着し、塹壕戦となった。
連合国側ではシャンティイでの連合軍諸国会議（1915年12月6日 - 12月8日）において英仏軍で連携した共同作戦が提示され、ソンム一帯を予定攻勢地域に選定する。ソンム一帯を予定戦域とすることは両軍の接点であるという理由で決められたものだが、同地がドイツ軍の強固な防御地点であることから反対意見もあった。また、攻勢は東部戦線におけるロシア、イタリア軍の攻勢と合わせて行われることとなり、その間の予備攻撃を主張するフランス軍参謀本部（GQG）総長ジョゼフ・ジョフルとイギリス海外派遣軍（BEF）最高司令官のダグラス・ヘイグ（1915年12月就任）との間で意見対立も生じた。
1916年2月、ドイツ軍がヴェルダン要塞進攻を開始（ヴェルダンの戦い）。ドイツ軍の消耗戦術でフランス軍が苦戦したため、ソンムに投入する兵力は減少する。攻撃開始は6月29日に予定されていたが、天候の影響で7月1日に延期された。

## 直前の両軍
連合国軍の主力はローリンソン将軍の英第4軍である。当初約25師団を予定していたが縮小され、19個師団を有していた。そのうち11個師団が第1線を担当し、5個師団が直接の予備、わずか2個師団と騎兵1個師団が総予備として配備された。南翼を担当するのはファヨール将軍の仏第6軍で、ヴェルダン戦の影響で当初の約40個師団から16個師団に減していた。7月1日の攻撃には5個師団のみが参加した。
一方ドイツ軍側はフリッツ・フォン・ベロウ将軍の第2軍で、ソンム河北方の諸陣地に1個軍団（5個師団）、南方に1個軍団（4個師団）を有し、後方に3個師団の予備隊を控置していた。また、ドイツ軍防御陣地は以下の通りである。第1陣地は3～5線の塹壕線からなり、第2陣地は2～3線よりなる。第2陣地は最前線より3～5kmにあって、第3陣地はフレール付近に設置。また、第1陣地と第2陣地との中間には中間陣地があり、砲兵の主力はこの中間陣地付近に、重砲は第2陣地の後方にあった。当時ドイツ軍は第1陣地に重きを置いていて、第2・第3陣地はそれほど強固ではなかった。

## 経過
連合軍は周到な準備の下、6月5日より砲撃を開始してドイツ砲兵を圧倒した。と同時にまず第1陣地を破壊し、さらに第2陣地を砲撃したがこれは30日に至るまで6日間続けられた。飛行機もまた砲兵に協力してドイツ軍陣地の後方を擾乱した。
7月1日早朝、英仏両軍の歩兵は砲火と連携しつつ攻撃前進に移った。しかしドイツ軍塹壕への事前攻撃の効果が少なかったこと、攻撃中の部隊との通信連絡が完全に途絶したことに加え、ドイツ軍の防衛陣地が多重防御を備えた強固なものであったため、7月1日の攻撃は失敗に終わる。イギリス軍は戦死19,240人、戦傷57,470人ほかの損失を被った。これは戦闘1日の被害としては大戦中でもっとも多い。
フランス軍は同日夕方までに独第1陣地の最前線を奪取した。ドイツ軍の逆襲を撃退してさらに攻撃を続け、5日までにペロンヌ西側地区において第1陣地だけでなく第2陣地の一部も占領するにいたる。イギリス軍の正面ではドイツ軍の激しい逆襲によってあまり前進出来ず、ただフランス軍との隣接地区においてのみ相当の進展を見た。ドイツ軍はこの間各方面から増援を得て逆襲を繰り返して抗戦を試み、その兵力は2倍、16師団に増加した。連合軍はその後攻撃を続行し、7月20日までに仏軍は正面約12km、深さ2ないし8kmの敵陣地を獲得し、英軍では第1陣地地帯を突破した。
7月下旬から9月中旬にわたる間英仏軍は攻撃を続行し、ソンム河北岸の地区では攻撃進展著しく、イギリス軍は9月15日の攻撃で第15軍に投入されたMk.I戦車をフレール方面で初めて使用した。秘密兵器の初披露であった衝撃もあり、ドイツ軍の戦線攻略に効果があったが、49両用意されていた戦車のうち稼働できたのは18両で、実戦に参加できたのは5両だけ、運用面でも不備があり機動性は発揮できなかった（戦車の投入にはイギリスの軍需大臣ロイド・ジョージは否定的であった）。この間ドイツ軍では8月下旬、エーリッヒ・フォン・ファルケンハインがヴェルダン攻撃失敗により参謀総長の職を退き、パウル・フォン・ヒンデンブルクがこれに代わった。
9月末にソンム地方は天候不良で地面が泥だらけとなって作戦困難となったが、英仏連合軍は攻撃を続けた。10月末までにはソンム河北岸地方で一定の成果をみたが、7月以来3カ月にわたる攻撃で消耗激しく、またドイツ軍も他方面の作戦に忙殺され、11月上旬には両軍対峙の形となった。
一連の戦闘でイギリス軍498,000人、フランス軍195,000人、ドイツ軍420,000人という膨大な損害を出したが、いずれの側にも決定的な成果がなく、連合軍が11km余り前進するにとどまった。
余談であるが、この戦いはアドルフ・ヒトラーが参加して脚を負傷し、会戦後に戦傷章を受勲している。もちろん当時はただの伝令伍長であり、戦局には何の影響も及ぼさなかった。

## 文化における影響
ソンムの戦いを題材とした作品には1999年のアイルランド映画『ザ・トレンチ（塹壕）』がある。